# Inhibidor de la fosfodiesterasa tipus 5
Un inhibidor de la fosfodiesterasa tipus 5 (o inhibidor de la 5-fosfodiesterasa), sovint abreujat com a inhibidor de la PDE5, és un medicament utilitzat per bloquejar l'acció de degradació de la fosfodiesterasa tipus 5 en el GMP cíclic en les cèl·lules musculars llises que recobreixen els vasos sanguinis que irriguen el cos cavernós del penis. Aquests fàrmacs s'utilitzen en el tractament de la disfunció erèctil, i van ser els primers en el tractament oral eficaç per a la malaltia. Com que la PDE5 també és present en el múscul de la paret arterial sense problemes en els pulmons, els inhibidors de la PDE5 també s'han estudiat per al tractament de la hipertensió arterial pulmonar, una malaltia en la qual els vasos sanguinis en els pulmons es tornen anormalment estreta.

## Fàrmacs
Fàrmacs comercialitzats al mercat espanyol:
- Avanafil (Spedra), inici acció 15 minuts (2/3 part dels pacients)
- Sildenafil (EFG, Galotam, Idoka, Revatio, Viagra), inici acció 1h, durada d'acció 4-5h.
- Tadalafil (EFG, Acore, Alneo, Ativol, Cialis, Citax, Victogon), inici acció 0,5-1h, durada d'acció 12-24h.
- Vardenafil (EFG, Levatik, Levitra, Sarilen, Vivanza), inici acció 0,5-1h, durada d'acció 4-5h.